# ムハッレビ
ムハッレビ（muhallebi）とは、牛乳と米粉と砂糖を用いて作るトルコの菓子。
トルコ風のプディングであり、米粉の代わりにコーンスターチを使う事もある。ココア入りやヨーグルト入り、アーモンド入りなど様々な種類がある。